# Bajan Style
Bajan Style è il primo album in studio del gruppo musicale barbadiano Cover Drive, pubblicato nel 2012.

## Il disco
Al disco, pubblicato dalla Polydor Records, hanno partecipato diversi produttori e autori tra cui J.R. Rotem, Quiz & Larossi, Andreas Romdhane e altri.
Ben tre singoli estratti dal disco (Lick Ya Down, Twilight e Sparks) hanno raggiunto la "top 10" della Official Singles Chart.
Per quanto riguarda lo stile, l'album si caratterizza di una fusione di generi come l'R&B, il reggae fusion, il pop, l'hip hop e il synthpop.
I Cover Drive sono stati accostati a tal proposito a band del calibro di No Doubt e The Black Eyed Peas.

## Tracce
1. Bajan Style (Intro) – 1:17
2. Twilight – 3:27
3. Lick Ya Down – 3:21
4. Headphones – 3:58
5. That Girl – 2:37
6. Sparks – 2:55 – Steve Mac
7. Explode – 3:08
8. Wrongside – 3:26
9. Can't Live in a World – 3:48
10. Hurricane – 3:24
11. I Know You Too Well – 3:26
12. Bajan Style (Outro) – 0:37

## Formazione
- Amanda Reifer - voce
- Barry Hill "Bar-Man" - tastiere, chitarra
- Jamar Harding - basso
- Thomas Ray Armstrong "T-Ray" - batteria, percussioni, cori

## Classifiche
| Classifica (2012) | Posizione raggiunta |
| ----------------- | ------------------- |
| Regno Unito       | 14                  |